# فرانسیسکو لوپز (بازیکن فوتبال، زاده ۱۹۵۰)
فرانسیسکو لوپز (انگلیسی: Francisco López؛ زادهٔ ۱۴ اکتبر ۱۹۵۰) بازیکن فوتبال اهل اسپانیا است.
از باشگاه‌هایی که در آن بازی کرده‌است می‌توان به باشگاه فوتبال رئال بتیس، باشگاه فوتبال گرانادا، و باشگاه فوتبال راسینگ سانتاندر اشاره کرد.
وی همچنین در تیم ملی فوتبال اسپانیا بازی کرده‌است.